# Engelsmühle (Darmstadt-Eberstadt)
Die Engelsmühle ist ein Fachwerkhaus in Darmstadt-Eberstadt. Heute dient die Mühle ausschließlich Wohnzwecken.
Aus architektonischen, industriegeschichtlichen und stadtgeschichtlichen Gründen ist das Bauwerk ein Kulturdenkmal.

## Geschichte und Beschreibung
Die im Jahre 1707 von Wilhelm Braun erbaute Engelsmühle wurde 1827 vom Namensgeber Ludwig Christoph Engel aus Pfungstadt erworben.
Das Mühlengeviert besteht aus dem Hauptgebäude mit massivem Erdgeschoss und dem 1. Obergeschoss in Fachwerkbauweise.
Die Scheune besteht aus Bruchstein.
Daneben gibt es noch das ehemalige Stallgebäude.
Der Mühle südöstlich vorgelagert befindet sich der – durch eine Stützmauer gehaltene – höherliegende Mühlengarten.
Im Hof befindet sich an der Stützmauer das Brunnenhaus aus dem Jahre 1847.
Die Mühlenzufahrt – im Geländeeinschnitt gelegen – ist bis zum Tor gepflastert.